# Azərbaycan Kuboku 2021-2022
La Azərbaycan Kuboku 2021-2022 è stata la 30ª edizione della coppa nazionale azera, iniziata il 10 dicembre 2021 e terminata il 27 maggio 2022. Lo Keşlə era la squadra campione in carica. L'edizione è stata vinta dal Qarabağ, alla sua settima affermazione nel torneo.

## Turno preliminare
Partecipano 4 squadre della Premyer Liqası e 4 della Birinci Divizionu. Il sorteggio è stato effettuato il 10 novembre 2021.
| Squadra 1        | Risultato | Squadra 2 |
| ---------------- | --------- | --------- |
| 10 dicembre 2021 |           |           |
| Zaqatala         | 1 – 3     | Səbail    |
| MOİK Baku        | 1 – 2     | Qəbələ    |
| 11 dicembre 2021 |           |           |
| Keşlə            | 2 – 1     | Qaradağ   |
| Sabah            | 3 – 0     | Kəpəz     |

## Quarti di finale
Partecipano 4 squadre vincenti il turno preliminare e le altre 4 squadre della Premyer Liqası.
| Squadra 1                           | Totale | Squadra 2 | Andata | Ritorno |
| ----------------------------------- | ------ | --------- | ------ | ------- |
| 1º febbraio 2022 / 11 febbraio 2022 |        |           |        |         |
| Qarabağ                             | 7 – 0  | Keşlə     | 1 – 0  | 6 – 0   |
| 1º febbraio 2022 / 12 febbraio 2022 |        |           |        |         |
| Neftçi Baku                         | 4 – 2  | Sabah     | 1 – 1  | 3 – 1   |
| 2 febbraio 2022 / 13 febbraio 2022  |        |           |        |         |
| Zirə                                | 7 – 1  | Səbail    | 4 – 0  | 3 – 1   |
| Sumqayıt                            | 1 – 2  | Qəbələ    | 0 – 1  | 1 – 1   |

## Semifinali
| Squadra 1                       | Totale          | Squadra 2   | Andata | Ritorno     |
| ------------------------------- | --------------- | ----------- | ------ | ----------- |
| 20 aprile 2022 / 29 aprile 2022 |                 |             |        |             |
| Zirə                            | 0 – 0 (4-2 dtr) | Neftçi Baku | 0 – 0  | 0 – 0 (dts) |
| Qəbələ                          | 1 – 8           | Qarabağ     | 1 – 3  | 0 – 5       |

## Finale
| Arbitro: | Ağayev |

|                                         |                      |                                      |
| Zoubir 69’                              | Marcatori            | 17’ Keyta                            |
| Qarayev Medvedev Kady Bayramov Şeydayev | Tiri di rigore 4 – 3 | Keyta Volk'ovi Ahmed Hüseynov Taşqın |